# Gran Premio motociclistico d'Austria 2018
Il Gran Premio motociclistico d'Austria 2018 è stato l'undicesima prova del motomondiale del 2018, ventisettesima edizione nella storia di questo GP.
Disputatosi il 12 agosto, nelle gare delle tre classi in competizione i vincitori sono stati: Marco Bezzecchi in Moto3, Francesco Bagnaia in Moto2 e Jorge Lorenzo in MotoGP.

## MotoGP
Terza vittoria stagionale per il pilota spagnolo Jorge Lorenzo che ha preceduto sul traguardo il connazionale Marc Márquez e l'italiano Andrea Dovizioso. La classifica del campionato è ancora capeggiata da Márquez che precede Valentino Rossi e Lorenzo che, con la vittoria ottenuta, ha sopravanzato il compagno di squadra Dovizioso.

### Arrivati al traguardo
| Pos. | Nº | Pilota            | Squadra                     | Motocicletta       | Tempo     | Griglia | Punti |
| ---- | -- | ----------------- | --------------------------- | ------------------ | --------- | ------- | ----- |
| 1º   | 99 | Jorge Lorenzo     | Ducati Team                 | Ducati Desmosedici | 39'40.688 | 3º      | 25    |
| 2º   | 93 | Marc Márquez      | Repsol Honda                | Honda RC213V       | +0,13     | 1º      | 20    |
| 3º   | 4  | Andrea Dovizioso  | Ducati Team                 | Ducati Desmosedici | +1,656    | 2º      | 16    |
| 4º   | 35 | Cal Crutchlow     | LCR Honda Castrol           | Honda RC213V       | +9,434    | 5º      | 13    |
| 5º   | 9  | Danilo Petrucci   | Alma Pramac Racing          | Ducati Desmosedici | +13,169   | 4º      | 11    |
| 6º   | 46 | Valentino Rossi   | Movistar Yamaha             | Yamaha YZR-M1      | +14,026   | 14º     | 10    |
| 7º   | 26 | Dani Pedrosa      | Repsol Honda                | Honda RC213V       | +14,156   | 9º      | 9     |
| 8º   | 42 | Álex Rins         | Suzuki Ecstar               | Suzuki GSX-RR      | +16,644   | 10º     | 8     |
| 9º   | 5  | Johann Zarco      | Monster Yamaha Tech 3       | Yamaha YZR-M1      | +20,76    | 6º      | 7     |
| 10º  | 19 | Álvaro Bautista   | Ángel Nieto Team            | Ducati Desmosedici | +20,844   | 12º     | 6     |
| 11º  | 53 | Esteve Rabat      | Reale Avintia Raing         | Ducati Desmosedici | +21,114   | 7º      | 5     |
| 12º  | 25 | Maverick Viñales  | Movistar Yamaha             | Yamaha YZR-M1      | +22,939   | 11º     | 4     |
| 13º  | 29 | Andrea Iannone    | Suzuki Ecstar               | Suzuki GSX-RR      | +26,523   | 8º      | 3     |
| 14º  | 38 | Bradley Smith     | Red Bull KTM Factory Racing | KTM RC16           | +29,168   | 13º     | 2     |
| 15º  | 30 | Takaaki Nakagami  | LCR Honda Idemitsu          | Honda RC213V       | +30,072   | 21º     | 1     |
| 16º  | 55 | Hafizh Syahrin    | Monster Yamaha Tech 3       | Yamaha YZR-M1      | +30,343   | 18º     |       |
| 17º  | 41 | Aleix Espargaró   | Aprilia Racing Team Gresini | Aprilia RS-GP      | +31,775   | 15º     |       |
| 18º  | 43 | Jack Miller       | Alma Pramac Racing          | Ducati Desmosedici | +34,375   | 17º     |       |
| 19º  | 21 | Franco Morbidelli | EG 0,0 Marc VDS             | Honda RC213V       | +40,171   | 16º     |       |
| 20º  | 45 | Scott Redding     | Aprilia Racing Team Gresini | Aprilia RS-GP      | +53,02    | 20º     |       |
| 21º  | 17 | Karel Abraham     | Ángel Nieto Team            | Ducati Desmosedici | +53,261   | 23º     |       |
| 22º  | 12 | Thomas Lüthi      | EG 0,0 Marc VDS             | Honda RC213V       | +54,355   | 22º     |       |

### Ritirato
| Nº | Pilota        | Squadra             | Motocicletta       | Giri | Griglia |
| -- | ------------- | ------------------- | ------------------ | ---- | ------- |
| 10 | Xavier Siméon | Reale Avintia Raing | Ducati Desmosedici | 10   | 19º     |

## Moto2
Partito in pole position, il pilota italiano Francesco Bagnaia ottiene anche la vittoria, sua quinta stagionale, precedendo al traguardo il portoghese Miguel Oliveira e l'altro italiano Luca Marini. Cambio al vertice della classifica provvisoria del campionato con Bagnaia che ora precede di tre punti Oliveira; in terza posizione, ormai molto staccato, lo spagnolo Álex Márquez che non ha terminato la gara.

### Arrivati al traguardo
| Pos. | Nº | Pilota              | Squadra                    | Motocicletta       | Tempo     | Griglia | Punti |
| ---- | -- | ------------------- | -------------------------- | ------------------ | --------- | ------- | ----- |
| 1º   | 42 | Francesco Bagnaia   | SKY Racing Team VR46       | Kalex              | 37'45.914 | 1º      | 25    |
| 2º   | 44 | Miguel Oliveira     | Red Bull KTM Ajo           | KTM                | +0,264    | 2º      | 20    |
| 3º   | 10 | Luca Marini         | SKY Racing Team VR46       | Kalex              | +5,953    | 10º     | 16    |
| 4º   | 54 | Mattia Pasini       | Italtrans Racing           | Kalex              | +6,114    | 6º      | 13    |
| 5º   | 9  | Jorge Navarro       | Federal Oil Gresini        | Kalex              | +8,554    | 4º      | 11    |
| 6º   | 41 | Brad Binder         | Red Bull KTM Ajo           | KTM                | +8,944    | 8º      | 10    |
| 7º   | 23 | Marcel Schrötter    | Dynavolt Intact GP         | Kalex              | +9,126    | 7º      | 9     |
| 8º   | 36 | Joan Mir            | EG 0,0 Marc VDS            | Kalex              | +12,404   | 20º     | 8     |
| 9º   | 20 | Fabio Quartararo    | (+)Ego - Speed Up Racing   | Speed Up           | +16,25    | 3º      | 7     |
| 10º  | 27 | Iker Lecuona        | Swiss Innovative Investors | KTM                | +16,718   | 12º     | 6     |
| 11º  | 13 | Romano Fenati       | Marinelli Snipers          | Kalex              | +16,829   | 15º     | 5     |
| 12º  | 52 | Danny Kent          | (+)Ego - Speed Up Racing   | Speed Up           | +17,716   | 17º     | 4     |
| 13º  | 5  | Andrea Locatelli    | Italtrans Racing           | Kalex              | +23,2     | 14º     | 3     |
| 14º  | 62 | Stefano Manzi       | Forward Racing             | Suter MMX2         | +27,944   | 23º     | 2     |
| 15º  | 45 | Tetsuta Nagashima   | Idemitsu Honda Team Asia   | Kalex              | +27,994   | 21º     | 1     |
| 16º  | 89 | Khairul Idham Pawi  | Idemitsu Honda Team Asia   | Kalex              | +28,493   | 22º     |       |
| 17º  | 77 | Dominique Aegerter  | Kiefer Racing              | KTM                | +29,043   | 19º     |       |
| 18º  | 4  | Steven Odendaal     | NTS RW Racing GP           | NTS                | +38,176   | 25º     |       |
| 19º  | 16 | Joe Roberts         | NTS RW Racing GP           | NTS                | +40,544   | 24º     |       |
| 20º  | 95 | Jules Danilo        | Nashi Argan SAG            | Kalex              | +41,655   | 26º     |       |
| 21º  | 66 | Niki Tuuli          | Petronas Sprinta Racing    | Kalex              | +41,727   | 29º     |       |
| 22º  | 64 | Bo Bendsneyder      | Tech 3 Racing              | Tech 3 Mistral 610 | +42,766   | 27º     |       |
| 23º  | 32 | Isaac Viñales       | Forward Racing             | Suter MMX2         | +43,811   | 30º     |       |
| 24º  | 55 | Alejandro Medina    | SAG Team                   | Kalex              | +45,372   | 31º     |       |
| 25º  | 18 | Xavier Cardelús     | Team Stylobike             | Kalex              | +51,185   | 32º     |       |
| 26º  | 7  | Lorenzo Baldassarri | Pons HP40                  | Kalex              | +1'13.901 | 9º      |       |

### Ritirati
| Nº | Pilota            | Squadra                    | Motocicletta       | Giri | Griglia |
| -- | ----------------- | -------------------------- | ------------------ | ---- | ------- |
| 73 | Álex Márquez      | EG 0,0 Marc VDS            | Kalex              | 24   | 5º      |
| 22 | Sam Lowes         | Swiss Innovative Investors | KTM                | 17   | 16º     |
| 21 | Federico Fuligni  | Tasca Racing               | Kalex              | 17   | 33º     |
| 24 | Simone Corsi      | Tasca Racing               | Kalex              | 3    | 18º     |
| 87 | Remy Gardner      | Tech 3 Racing              | Tech 3 Mistral 610 | 3    | 11º     |
| 40 | Augusto Fernández | Pons HP40                  | Kalex              | 3    | 13º     |

## Moto3
Anche in questa classe la vittoria è stata del pilota che già aveva ottenuto la pole position, l'italiano Marco Bezzecchi, al suo secondo successo della stagione e che ha preceduto il connazionale Enea Bastianini e lo spagnolo Jorge Martín al rientro a pochi giorni da un intervento chirurgico subito dopo l'infortunio occorso nelle prove del GP precedente.
La classifica provvisoria di campionato è capeggiata da Bezzecchi davanti a Martín e a Fabio Di Giannantonio.

### Arrivati al traguardo
| Pos. | Nº | Pilota                 | Squadra                    | Motocicletta  | Tempo     | Griglia | Punti |
| ---- | -- | ---------------------- | -------------------------- | ------------- | --------- | ------- | ----- |
| 1º   | 12 | Marco Bezzecchi        | Redox PrüstelGP            | KTM RC 250 GP | 37'13.198 | 1º      | 25    |
| 2º   | 33 | Enea Bastianini        | Leopard Racing             | Honda NSF250R | +0,473    | 9º      | 20    |
| 3º   | 88 | Jorge Martín           | Del Conca Gresini          | Honda NSF250R | +0,544    | 2º      | 16    |
| 4º   | 75 | Albert Arenas          | Ángel Nieto Team           | KTM RC 250 GP | +1,373    | 3º      | 13    |
| 5º   | 48 | Lorenzo Dalla Porta    | Leopard Racing             | Honda NSF250R | +1,421    | 11º     | 11    |
| 6º   | 5  | Jaume Masiá            | Bester Capital Dubai       | KTM RC 250 GP | +1,519    | 12º     | 10    |
| 7º   | 71 | Ayumu Sasaki           | Petronas Sprinta Racing    | Honda NSF250R | +8,585    | 18º     | 9     |
| 8º   | 19 | Gabriel Rodrigo        | RBA BOE Skull Rider        | KTM RC 250 GP | +8,658    | 6º      | 8     |
| 9º   | 14 | Tony Arbolino          | Marinelli Snipers          | Honda NSF250R | +8,691    | 5º      | 7     |
| 10º  | 44 | Arón Canet             | Estrella Galicia 0,0       | Honda NSF250R | +8,809    | 4º      | 6     |
| 11º  | 21 | Fabio Di Giannantonio  | Del Conca Gresini          | Honda NSF250R | +8,824    | 16º     | 5     |
| 12º  | 17 | John McPhee            | CIP - Green Power          | KTM RC 250 GP | +8,944    | 30º     | 4     |
| 13º  | 84 | Jakub Kornfeil         | Redox PrüstelGP            | KTM RC 250 GP | +9,671    | 13º     | 3     |
| 14º  | 65 | Philipp Öttl           | Südmetall Schedl GP Racing | KTM RC 250 GP | +14,685   | 8º      | 2     |
| 15º  | 42 | Marcos Ramírez         | Bester Capital Dubai       | KTM RC 250 GP | +14,697   | 7º      | 1     |
| 16º  | 27 | Kaito Toba             | Honda Team Asia            | Honda NSF250R | +19,377   | 28º     |       |
| 17º  | 7  | Adam Norrodin          | Petronas Sprinta Racing    | Honda NSF250R | +19,419   | 10º     |       |
| 18º  | 24 | Tatsuki Suzuki         | SIC58 Squadra Corse        | Honda NSF250R | +19,504   | 17º     |       |
| 19º  | 40 | Darryn Binder          | Red Bull KTM Ajo           | KTM RC 250 GP | +19,55    | 27º     |       |
| 20º  | 32 | Ai Ogura               | Asia Talent Team           | Honda NSF250R | +19,602   | 26º     |       |
| 21º  | 22 | Kazuki Masaki          | RBA BOE Skull Rider        | KTM RC 250 GP | +19,706   | 25º     |       |
| 22º  | 23 | Niccolò Antonelli      | SIC58 Squadra Corse        | Honda NSF250R | +19,981   | 14º     |       |
| 23º  | 8  | Nicolò Bulega          | SKY Racing Team VR46       | KTM RC 250 GP | +23,419   | 22º     |       |
| 24º  | 72 | Alonso López           | Estrella Galicia 0,0       | Honda NSF250R | +24,056   | 20º     |       |
| 25º  | 77 | Vicente Pérez          | Reale Avintia Academy 77   | KTM RC 250 GP | +27,634   | 29º     |       |
| 26º  | 10 | Dennis Foggia          | SKY Racing Team VR46       | KTM RC 250 GP | +27,747   | 15º     |       |
| 27º  | 81 | Stefano Nepa           | CIP - Green Power          | KTM RC 250 GP | +35,938   | 21º     |       |
| 28º  | 41 | Nakarin Atiratphuvapat | Honda Team Asia            | Honda NSF250R | +46,868   | 24º     |       |
| 29º  | 73 | Maximilian Kofler      | Motosport Kofler           | KTM RC 250 GP | +47,289   | 23º     |       |

### Ritirato
| Nº | Pilota       | Squadra          | Motocicletta  | Giri | Griglia |
| -- | ------------ | ---------------- | ------------- | ---- | ------- |
| 16 | Andrea Migno | Ángel Nieto Team | KTM RC 250 GP | 11   | 19º     |